# Envà
Un envà, barandat, una antosta, una mitjana o mitjanada o un palmar és una paret prima que serveix per a separar estances dins d'un habitatge. L'envà és un element delimitador, no estructural. Es distingeixen els següents tipus d'envans:
- Envà penjat: el que no puja a partir del pla de terra.
- Envà de quart: el que es fa amb maons verticals posats de costat.
- Envà sord: doble envà de quart separat per un espai en el mig.